# Едигер-Елер
Едигер-Елер (њем. Ediger-Eller) општина је у њемачкој савезној држави Рајна-Палатинат. Једно је од 92 општинска средишта округа Кохем-Цел. Према процјени из 2010. у општини је живјело 1.056 становника. Посједује регионалну шифру (AGS) 7135024.

## Географски и демографски подаци
Едигер-Елер се налази у савезној држави Рајна-Палатинат у округу Кохем-Цел. Општина се налази на надморској висини од 99 метара. Површина општине износи 19,2 km². У самом мјесту је, према процјени из 2010. године, живјело 1.056 становника. Просјечна густина становништва износи 55 становника/km².